# Seznam nosilcev srebrne medalje za sodelovanje in prijateljstvo
Seznam nosilcev srebrne medalje za sodelovanje in prijateljstvo.

## Seznam
(datum podelitve - ime)
- 17. januar 2001 - Georg Di Pauli - Fabrizio Bernardini - Flavio Carbone - Andrea Evangelista - Anthony M. Jones

- 26. september 2001 - Carlo Carrozzo - Mauro Fogliani - Ether Levy - Alfredo Saviano